# Matej Podstavek
Matej Podstavek (Brezno, 21 febbraio 1991) è un calciatore slovacco, difensore del Fredericia.